# Костантино II Салюзио III

Костантино II (Салюзио III) (Salusio III) (ум. 1163) — судья Кальяри с ок. 1129.
Сын Мариано II (Торкиторио II) и его жены Прециозы де Лакон, которые оба являлись представителями правившего в юдикатах Сардинии рода Лакон-Гунале.
Впервые упоминается с титулом судьи (iudex Caralitanus) в документе от 13 февраля 1130 года, подтверждающем отцовские пожалования храмам Пизы. Поскольку тогда было принято начинать правление с издания подобных документов, предполагается, что он наследовал отцу в 1129 году или в самом начале 1130 года.
Известен своим покровительством монастырям.
Жена — Джорджия ди Лакон-Гунале (ум. после 1164), его родственница. 
Считается, что дочерью Костантино II (Салюзио III) была не известная по имени жена Пьетро ди Торреса (сына судьи Торреса Гонарио II), который после его смерти стал судьёй Кальяри, приняв тронное имя Торкиторио III. Какими-либо другими обстоятельствами объяснить такой переход власти не представляется возможным.